# 2009年モナコグランプリ
2009年モナコグランプリは、2009年F1世界選手権第6戦として、2009年5月24日にモンテカルロ市街地コースで開催される。正式名称はFORMULA 1 Grand Prix de Monaco 2009。

## 開催前
ドライタイヤについては通常はソフトタイヤ、スーパーソフトタイヤのうちの1つがソフト側のタイヤ、ハードタイヤ、ミディアムタイヤのうちの1つがハード側のタイヤになるが今回は特別にスーパーソフトタイヤがソフト側のタイヤ、ソフトタイヤがハード側のタイヤとなっている。

## 予選
気温24℃、路面温度45℃、湿度69％の条件下で予選がスタート。

### 展開

#### Q1
予選が始まり各マシーンがコースに出始める。フェラーリのフェリペ・マッサがプールサイドでフロントノーズが壁にヒットするが何とかピットに戻る。残り時間が半分になる中、今度はマクラーレンのルイス・ハミルトンがミラボー･コーナーの入り口で体勢を崩し、タイヤバリヤーに接触。左のリアタイヤに大きなダメージを受ける。ハミルトンはピットまでマシンを戻せず、残り8分7秒で一時赤旗中断となる。ハミルトンは7番手のタイムを残し、マシンを降りることになる。
再開後ブラウンGPのジェンソン・バトンがトップタイムをたたき出す。残り時間が0の中ウィリアムズのニコ・ロズベルグがトップタイムを更新し、Q1が終了。フォース・インディアは初めて2台そろってQ2進出を果たす。トヨタの2台とBMWザウバーの2台が敗退、クラッシュしたハミルトンはその後16番手まで下がり、結局Q1敗退となった。

#### Q2
Q2に入りロズベルグ、レッドブルのセバスチャン・ベッテル、ブラウンGPのルーベンス・バリチェロ、レッドブルのマーク・ウェバー、マクラーレンのヘイッキ・コバライネンの順に1分15秒を切るタイムを出す。その後、フェラーリのキミ・ライコネンがトップタイムを更新し、Q2が終了する。中嶋一貴は今期初、通算2度目のQ3進出。トロ・ロッソの2台とフォース・インディアの2台、ルノーのネルソン・ピケがQ2敗退。

#### Q3
各マシーンはソフト側のタイヤでアタックに入るが中嶋は燃料を多く積み、ハード側のタイヤを選択する。ここから熾烈なポールポジション争いが始まり、まずベッテルが軽い燃料でトップに出る。しかし残り7秒でライコネンが1'14.927のタイムを出しトップに出るが、バトンがライコネンを0.025秒上回る1'14.902をマークする。その後ろから37歳の誕生日を迎えたバリチェロが迫るが1'15.077と3番手に留まる。バトンは今期4度目のポールポジション獲得。フェラーリはライコネンが2位、マッサが5位、マクラーレンはハミルトンがQ1で敗退するも、コバライネンが7位とフェラーリ、マクラーレンは復調の兆しを見せる。

### 結果
| 順位 | No | 名前                     | チーム                           | Q1       | Q2       | Q3       | グリッド | 重量    |
| ---- | -- | ------------------------ | -------------------------------- | -------- | -------- | -------- | -------- | ------- |
| 1    | 22 | ジェンソン・バトン       | ブラウン・メルセデス             | 1'15.210 | 1'15.016 | 1'14.902 | 1        | 647.5kg |
| 2    | 4  | キミ・ライコネン         | フェラーリ                       | 1'15.746 | 1'14.514 | 1'14.927 | 2        | 644.0kg |
| 3    | 23 | ルーベンス・バリチェロ   | ブラウン・メルセデス             | 1'15.425 | 1'14.829 | 1'15.077 | 3        | 648.0kg |
| 4    | 15 | セバスチャン・ベッテル   | レッドブル・ルノー               | 1'15.915 | 1'14.879 | 1'15.271 | 4        | 631.5kg |
| 5    | 3  | フェリペ・マッサ         | フェラーリ                       | 1'15.340 | 1'15.001 | 1'15.437 | 5        | 643.5kg |
| 6    | 16 | ニコ・ロズベルグ         | ウィリアムズ・トヨタ             | 1'15.094 | 1'14.846 | 1'15.455 | 6        | 642.0kg |
| 7    | 2  | ヘイッキ・コバライネン   | マクラーレン・メルセデス         | 1'15.495 | 1'14.809 | 1'15.516 | 7        | 644.0kg |
| 8    | 14 | マーク・ウェバー         | レッドブル・ルノー               | 1'15.260 | 1'14.825 | 1'15.516 | 8        | 646.5kg |
| 9    | 7  | フェルナンド・アロンソ   | ルノー                           | 1'15.898 | 1'15.200 | 1'16.009 | 9        | 654.0kg |
| 10   | 17 | 中嶋一貴                 | ウィリアムズ・トヨタ             | 1'15.930 | 1'15.579 | 1'17.344 | 10       | 668.0kg |
| 11   | 12 | セバスチャン・ブエミ     | トロ・ロッソ・フェラーリ         | 1'15.834 | 1715.833 |          | 11       | 670.0kg |
| 12   | 8  | ネルソン・ピケ           | ルノー                           | 1'16.013 | 1'15.837 |          | 12       | 673.1kg |
| 13   | 21 | ジャンカルロ・フィジケラ | フォース・インディア・メルセデス | 1'16.063 | 1'16.146 |          | 13       | 693.0kg |
| 14   | 11 | セバスチャン・ブルデー   | トロ・ロッソ・フェラーリ         | 1'16.120 | 1'16.281 |          | 14       | 699.5kg |
| 15   | 20 | エイドリアン・スーティル | フォース・インディア・メルセデス | 1'16.248 | 1'16.545 |          | 15       | 670.0kg |
| 16   | 1  | ルイス・ハミルトン       | マクラーレン・メルセデス         | 1'16.264 |          |          | 20       | 645.5kg |
| 17   | 6  | ニック・ハイドフェルド   | BMWザウバー                      | 1'16.264 |          |          | 16       | 680.0kg |
| 18   | 5  | ロバート・クビサ         | BMWザウバー                      | 1'16.405 |          |          | 17       | 696.0kg |
| 19   | 9  | ヤルノ・トゥルーリ       | トヨタ                           | 1'16.548 |          |          | 18       | 688.3kg |
| 20   | 10 | ティモ・グロック         | トヨタ                           | 1'16.788 |          |          | 19       | 700.8kg |

- No.1は予選後のギアボックス交換により5グリッド降格

## 決勝
気温25℃、路面温度42℃、湿度58％
ルイス・ハミルトンが前日のクラッシュによりギアボックスを交換し、最下位からのスタートとなる。トヨタのティモ・グロックがリアサスペンションを交換しピットレーンスタートを選択する。上位勢ではブラウンGPの2台とレッドブルのベッテルがソフト側のタイヤ、その他はハード側のタイヤを選択する。

### 展開
ブラウンGPの2台が好スタート。3番手スタートのルーベンス・バリチェロがキミ・ライコネンをオーバーテイクしブラウンGPがワン･ツー体勢を築く。フェリペ・マッサは7周目のトンネルでオーバーテイクを試みるが失敗し、ヌーベル･シケインをショートカット、セバスチャン・ベッテルを先に行かせるがその隙にニコ・ロズベルグにも先行されてしまう。ソフト側のタイヤを選択したマシンはペースが上がらない中、トップのジェンソン・バトンはソフト側のタイヤで2位以下との差を広げていく。フェラーリの2台はハード側のタイヤを選択したものの、ライコネンはバリチェロ、マッサはベッテルに抑えられタイムが伸びない。ベッテルは積載燃料が軽いにもかかわらずタイムがトップのバトンよりも4秒程遅く、3位のライコネンと4位のベッテルの差がみるみる広がり、更にベッテルから12位のセバスチャン・ブエミまでが数珠繋ぎになる。しかし10周目にきてここまで耐えてきたベッテルが立て続けに3台に抜かれ、ピットへ向かう。11周目の1コーナー手前でブエミがネルソン・ピケに追突し、両者リタイヤとなる。
結局ライコネンはバリチェロを抜くことができないまま15周目にピットイン。次の周回でバリチェロ、更に次の周でバトンがピットイン。16周目ベッテルが1コーナーでクラッシュし、リタイヤ。18周目にロズベルグ、20周目にマッサ、22周目にマーク・ウェバーがピットイン。1回目のピットストップを終えてマッサ、ウェーバーがロズベルグの前に出る。中嶋一貴が燃料を多めに積んでいたためにピットインはせず、8番手まで順位を上げる。
第2スティントでもブラウンGPのワン･ツー体勢の後ろにフェラーリの2台の展開が続く。29周目にロバート・クビサがアクシデントによりリタイヤ。35周目で中嶋が初めてのピットストップを行う。上位勢の2回目のピットストップはバリチェロ、バトン、ライコネン、マッサ、ウェバーの順に入ることが予想されるので、バリチェロ、ライコネン、マッサ、ウェバーの4台で2位を争う可能性が出てきた。
50周目にバリチェロが2回目ピットストップ。次の周回でバトンがピットストップを行い、ライコネンとマッサの間に戻る。52周目にヘイッキ・コバライネンが前日にマッサが接触したプールサイドでバランスを崩し、クラッシュ。53周目にライコネンがピットインするもピットストップに時間がかかり、バリチェロの前に出られない。マッサはファステストラップで周回を重ねていたが、ピットから出たばかりのバトンにつかまりタイムが伸びない。56周目にマッサ、ウェバーが同時にピットイン。マッサはバトンに抑えられたために順位を上げることができない。2度目のピットストップを終え、上位勢に変化はなくコース上での勝負となる。
中嶋は中盤に8番手まで順位を上げるが1ストップ作戦を取ったマシンに抑えられ順位を12番手まで落とす。更に77周目に前日ハミルトンがクラッシュしたミラボー･コーナーの入り口で体勢を崩し、タイヤバリヤーに接触。ここでレースを終えることになる。上位勢はその後変動がなくそのままチェッカーを受ける。バトンは2レース連続ポールトゥウィンで5勝目。2位はバリチェロでブラウンGPは2レース連続、今期3度目のワン･ツーフィニッシュ。3位は今期初の表彰台となるライコネン。マッサが4位に続いた。
フォース・インディアのジャンカルロ・フィジケラが1ストップ作戦で9番手まで上がるがあと1歩でポイント圏内に届かなかった。フェラーリは復調の兆しを見せるがマクラーレンは予選でハミルトン、決勝でコバライネンがクラッシュし、結局ノーポイントに終わる。

### 結果
| 順位 | No | ドライバー               | チーム                           | 周回数 | タイム/リタイア | グリッド | ポイント |
| ---- | -- | ------------------------ | -------------------------------- | ------ | --------------- | -------- | -------- |
| 1    | 22 | ジェンソン・バトン       | ブラウン・メルセデス             | 78     | 1:40'44.282     | 1        | 10       |
| 2    | 23 | ルーベンス・バリチェロ   | ブラウン・メルセデス             | 78     | +7.666          | 3        | 8        |
| 3    | 4  | キミ・ライコネン         | フェラーリ                       | 78     | +13.442         | 2        | 6        |
| 4    | 3  | フェリペ・マッサ         | フェラーリ                       | 78     | +15.110         | 5        | 5        |
| 5    | 14 | マーク・ウェバー         | レッドブル・ルノー               | 78     | +15.730         | 8        | 4        |
| 6    | 16 | ニコ・ロズベルグ         | ウィリアムズ・トヨタ             | 78     | +33.586         | 6        | 3        |
| 7    | 7  | フェルナンド・アロンソ   | ルノー                           | 78     | +37.839         | 9        | 2        |
| 8    | 11 | セバスチャン・ブルデー   | トロ・ロッソ・フェラーリ         | 78     | +1'03.142       | 14       | 1        |
| 9    | 21 | ジャンカルロ・フィジケラ | フォース・インディア・メルセデス | 78     | +1'05.040       | 13       |          |
| 10   | 10 | ティモ・グロック         | トヨタ                           | 77     | +1 Lap          | 20       |          |
| 11   | 6  | ニック・ハイドフェルド   | BMWザウバー                      | 77     | +1 Lap          | 16       |          |
| 12   | 1  | ルイス・ハミルトン       | マクラーレン・メルセデス         | 77     | +1 Lap          | 19       |          |
| 13   | 9  | ヤルノ・トゥルーリ       | トヨタ                           | 77     | +1 Lap          | 18       |          |
| 14   | 20 | エイドリアン・スーティル | フォース・インディア・メルセデス | 77     | +1 Lap          | 15       |          |
| 15   | 17 | 中嶋一貴                 | ウィリアムズ・トヨタ             | 76     | +2 Laps         | 10       |          |
| Ret  | 2  | ヘイッキ・コバライネン   | マクラーレン・メルセデス         | 51     | クラッシュ      | 7        |          |
| Ret  | 5  | ロバート・クビサ         | BMWザウバー                      | 28     | ブレーキ        | 17       |          |
| Ret  | 15 | セバスチャン・ベッテル   | レッドブル・ルノー               | 15     | クラッシュ      | 4        |          |
| Ret  | 8  | ネルソン・ピケ           | ルノー                           | 10     | クラッシュ      | 12       |          |
| Ret  | 12 | セバスチャン・ブエミ     | トロ・ロッソ・フェラーリ         | 10     | クラッシュ      | 11       |          |